# Estádio Municipal Plácido Aderaldo Castelo
Estádio Municipal Plácido Aderaldo Castelo – stadion wielofunkcyjny w Sobral, Ceará, Brazylia, na którym swoje mecze rozgrywa klub Guarany Sporting Club.